# Kevin Allen (Regisseur)
Kevin Allen (* 15. September 1962 in Swansea, Wales) ist ein britischer Schauspieler und Regisseur.

## Leben
Seine Karriere im Filmgeschäft begann Allen als Schauspieler zu Beginn der 1980er Jahre mit einem kleinen Auftritt in der Fernsehserie Johnny Jarvis. Es folgen vor allem Kleinstrollen in verschiedenen Film- und Fernsehrollen.
Im Jahr 1997 war er erstmals auch als Drehbuchautor tätig und verfasste das Script für Das Chaoten-Kaff (Twin Town), den er auch inszenierte. Der Film war zugleich sein Langspielfilm-Debüt als Regisseur. Für diese Produktion war Allen 1997 für den Goldenen Bären nominiert. Er führte Regie und schrieb mit am Drehbuch zur Filmfassung von Dylan Thomas’ Under Milk Wood, sowie die Hollywood-Filme The Big Tease und Agent Cody Banks 2: Mission London, sowie die erste Staffel ITVs. Zuletzt führte er Regie bei La Cha Cha (2021). 2024 ist er Artist in Residence der LH München und arbeite mit Carlton Bunce an einem neuen Drehbuch.
Allen ist Vater mehrerer Kinder.

## Filmografie (Auswahl)
als Schauspieler
- 1987: Ein Kind der Liebe (Love Child)
- 1995: Inspektor Fowler – Härter als die Polizei erlaubt (The Thin Blue Line, Fernsehserie, 7 Folgen)
- 1996: Trainspotting – Neue Helden (Trainspotting)

als Regisseur
- 1997: Das Chaoten-Kaff (Twin Town)
- 1999: Der große Mackenzie (The Big Tease)
- 2004: Agent Cody Banks 2: Mission London (Agent Cody Banks 2: Destination London)
- 2007: Benidorm (Fernsehserie, 6 Folgen)
- 2015: Under Milk Wood
- 2021, La Cha Cha

als Produzent
- 2004: Agent Cody Banks 2: Mission London (Agent Cody Banks 2: Destination London)